# NIFL Premiership 2013-14
La NIFL Premiership 2013-14 fue la 113ª temporada de la Liga Norirlandesa de Fútbol, la liga de fútbol más alta de Irlanda del Norte. El torneo comenzó el 10 de agosto de 2013 y finalizó el 26 de abril de 2014. El Cliftonville campeón defensor, logró defender exitosamente el campeonato, logrando su quinto título en su historia.
El Ards FC recién ascendido a la premiership, finalizó el campeonato en la 12° y última posición y fue relegado nuevamente a la NIFL Championship después de sólo una temporada en la máxima categoría.

## Sistema de competición
El torneo constó de dos fases, en la Fase regular los doce equipos participantes jugaron entre sí, todos contra todos, tres veces totalizando 33 partidos cada uno, al final de estos 33 partidos fueron divididos en dos grupos. el Grupo campeonato lo integraron los seis primeros de la Fase regular, mientras que el Grupo descenso lo integraron los seis últimos, dentro de cada grupo los seis equipos jugaron entre sí, todos contra todos, una vez, sumando así cinco partidos más generando un total de 38 partidos, los resultados estadísticos de la Fase regular se mantuvieron en cada uno de los grupos. Al final de las 38 jornadas el primer clasificado del Grupo campeonato obtuvo un cupo para la segunda ronda de la Liga de Campeones 2014-15, mientras que el segundo y tercer clasificados obtuvieron un cupo para la primera ronda de la Liga Europea 2014-15. El último clasificado del Grupo descenso descendió al NIFL Championship 2014-15.
Un tercer cupo para la primera ronda de la Liga Europea 2014-15 fue asignado al campeón de la Copa de Irlanda del Norte.

## Clubes
El Donegal Celtic y el Lisburn Distillery descendidos la temporada anterior fueron sustituidos para esta temporada por el campeón y el subcampeón de la NIFL Championship el Ards FC y el Warrenpoint Town.

### Estadios y locaciones
| Equipo                | Ciudad         | Estadio               | Capacidad |
| --------------------- | -------------- | --------------------- | --------- |
| Ards                  | Bangor         | Clandeboye Park       | 2,850     |
| Ballymena United      | Ballymena      | Ballymena Showgrounds | 8.800     |
| Ballinamallard United | Ballinamallard | Ferney Park           | 2,000     |
| Linfield              | Belfast        | Windsor Park          | 18.000    |
| Cliftonville          | Belfast        | Solitude              | 5.200     |
| Glentoran             | Belfast        | The Oval              | 10.000    |
| Crusaders             | Belfast        | Seaview Stadium       | 6.500     |
| Dungannon Swifts      | Dungannon      | Stangmore Park        | 3.000     |
| Portadown             | Portadown      | Shamrock Park         | 8.000     |
| Coleraine             | Coleraine      | The Showgrounds       | 6.500     |
| Glenavon              | Lurgan         | Mourneview Park       | 5.500     |
| Warrenpoint Town      | Warrenpoint    | Stangmore Park        | 5,000     |

## Primera fase

### Clasificación
| Pos. | Equipo                | Pts. | PJ | G  | E  | P  | GF | GC | Dif. | Clasificación 2013–14    |
| ---- | --------------------- | ---- | -- | -- | -- | -- | -- | -- | ---- | ------------------------ |
| 1    | Linfield              | 72   | 33 | 22 | 6  | 5  | 71 | 36 | +35  | Ronda por el campeonato  |
| 2    | Cliftonville          | 70   | 33 | 21 | 7  | 5  | 73 | 36 | +37  | Ronda por el campeonato  |
| 3    | Crusaders             | 60   | 33 | 16 | 12 | 5  | 57 | 31 | +26  | Ronda por el campeonato  |
| 4    | Portadown             | 58   | 33 | 17 | 7  | 9  | 71 | 45 | +26  | Ronda por el campeonato  |
| 5    | Glentoran             | 50   | 33 | 13 | 11 | 9  | 47 | 35 | +12  | Ronda por el campeonato  |
| 6    | Glenavon              | 48   | 33 | 14 | 6  | 13 | 68 | 63 | +5   | Ronda por el campeonato  |
| 7    | Ballymena United      | 44   | 33 | 13 | 5  | 15 | 45 | 54 | −9   | Ronda por la permanencia |
| 8    | Dungannon Swifts      | 36   | 33 | 10 | 6  | 17 | 43 | 59 | −16  | Ronda por la permanencia |
| 9    | Coleraine             | 34   | 33 | 8  | 10 | 15 | 47 | 58 | −11  | Ronda por la permanencia |
| 10   | Ballinamallard United | 30   | 33 | 8  | 6  | 19 | 28 | 67 | −39  | Ronda por la permanencia |
| 11   | Warrenpoint Town      | 29   | 33 | 8  | 5  | 20 | 36 | 66 | −30  | Ronda por la permanencia |
| 12   | Ards                  | 21   | 33 | 6  | 3  | 24 | 41 | 77 | −36  | Ronda por la permanencia |

Actualizado a los partidos jugados el 25 de marzo de 2014.
 Fuente: Soccerway

### Resultados cruzados
| Local \ Visitante     | ARD | BMD  | BYM | CLI | COL | CRU | DUN | GLA | GLT | LIN | POR | WPT |
| --------------------- | --- | ---- | --- | --- | --- | --- | --- | --- | --- | --- | --- | --- |
| Ards                  | —   | 4–1  | 2–0 | 0–4 | 3–1 | 1–4 | 2–3 | 1–2 | 0–0 | 1–3 | 3–1 | 1–2 |
| Ballinamallard United | 1–0 | —    | 1–0 | 0–2 | 1–1 | 1–0 | 1–1 | 0–2 | 1–4 | 1–2 | 2–1 | 3–0 |
| Ballymena United      | 4–2 | 2–0  | —   | 0–1 | 2–2 | 1–0 | 2–1 | 3–6 | 3–4 | 1–4 | 2–1 | 0–1 |
| Cliftonville          | 4–2 | 1–0  | 2–1 | —   | 1–3 | 0–2 | 2–2 | 2–1 | 4–1 | 3–0 | 1–2 | 1–1 |
| Coleraine             | 2–1 | 1–2  | 2–3 | 3–4 | —   | 2–2 | 0–2 | 3–2 | 1–3 | 2–3 | 2–2 | 3–2 |
| Crusaders             | 4–2 | 2–1  | 1–2 | 1–1 | 4–0 | —   | 1–1 | 3–0 | 0–0 | 2–0 | 2–2 | 2–0 |
| Dungannon Swifts      | 1–0 | 1–0  | 2–3 | 1–1 | 1–0 | 0–1 | —   | 3–3 | 1–2 | 1–0 | 0–5 | 1–2 |
| Glenavon              | 4–1 | 2–3  | 0–0 | 1–0 | 2–2 | 2–2 | 1–3 | —   | 1–2 | 1–3 | 3–2 | 3–1 |
| Glentoran             | 5–0 | 0–0  | 0–0 | 1–1 | 1–1 | 0–3 | 2–1 | 0–0 | —   | 1–2 | 0–2 | 3–0 |
| Linfield              | 5–2 | 3–0  | 4–1 | 2–4 | 1–0 | 0–0 | 2–0 | 3–2 | 0–0 | —   | 3–2 | 5–1 |
| Portadown             | 2–0 | 11–0 | 1–0 | 3–3 | 2–0 | 0–1 | 2–1 | 2–4 | 2–1 | 1–1 | —   | 2–0 |
| Warrenpoint Town      | 2–0 | 2–2  | 0–2 | 2–4 | 2–1 | 1–1 | 2–3 | 1–2 | 0–1 | 0–2 | 2–2 | —   |

| Local \ Visitante     | ARD | BMD | BYM | CLI | COL | CRU | DUN | GLA | GLT | LIN | POR | WPT |
| --------------------- | --- | --- | --- | --- | --- | --- | --- | --- | --- | --- | --- | --- |
| Ards                  | —   | —   | 0–0 | 2–3 | —   | —   | 1–3 | —   | 2–1 | —   | 1–2 | —   |
| Ballinamallard United | 1–0 | —   | —   | —   | —   | 1–2 | —   | 1–2 | 0–3 | —   | —   | 2–3 |
| Ballymena United      | —   | 1–0 | —   | 1–3 | 2–2 | —   | —   | 2–1 | —   | 1–2 | —   | 3–2 |
| Cliftonville          | —   | 5–0 | —   | —   | 2–0 | 4–0 | —   | —   | —   | 1–0 | 0–1 | —   |
| Coleraine             | 2–0 | 1–1 | —   | —   | —   | 1–0 | —   | —   | —   | 0–0 | 2–3 | 3–0 |
| Crusaders             | 4–1 | —   | 1–0 | —   | —   | —   | 5–1 | 2–2 | 2–1 | —   | —   | —   |
| Dungannon Swifts      | —   | 1–1 | 2–3 | 1–2 | 0–2 | —   | —   | —   | 0–1 | —   | —   | —   |
| Glenavon              | 3–1 | —   | —   | 2–5 | 3–1 | —   | 3–2 | —   | 2–3 | —   | 4–2 | —   |
| Glentoran             | —   | —   | 3–0 | 0–0 | 1–1 | —   | —   | —   | —   | 0–1 | 2–2 | 1–2 |
| Linfield              | 3–3 | 6–0 | —   | —   | —   | 1–1 | 3–0 | 2–1 | —   | —   | —   | —   |
| Portadown             | —   | 1–0 | 1–0 | —   | —   | 1–1 | 4–2 | —   | —   | 1–2 | —   | 3–0 |
| Warrenpoint Town      | 0–2 | —   | —   | 0–2 | —   | 1–1 | 0–1 | 2–1 | —   | 2–3 | —   | —   |

## Grupo campeonato

### Clasificación
| Pos. | Equipo           | Pts. | PJ | G  | E  | P  | GF | GC | Dif. | Clasificación 2014-15                 |
| ---- | ---------------- | ---- | -- | -- | -- | -- | -- | -- | ---- | ------------------------------------- |
| 1    | Cliftonville (C) | 85   | 38 | 26 | 7  | 5  | 88 | 39 | +49  | Primera Ronda de la Liga de Campeones |
| 2    | Linfield         | 79   | 38 | 24 | 7  | 7  | 81 | 46 | +35  | Primera Ronda de la Liga Europea      |
| 3    | Crusaders        | 66   | 38 | 18 | 12 | 8  | 67 | 42 | +25  | Primera Ronda de la Liga Europea      |
| 4    | Portadown        | 62   | 38 | 18 | 8  | 12 | 77 | 53 | +24  |                                       |
| 5    | Glentoran        | 59   | 38 | 16 | 11 | 11 | 54 | 42 | +12  |                                       |
| 6    | Glenavon         | 51   | 38 | 15 | 6  | 17 | 75 | 79 | −4   | Primera Ronda de la Liga Europea      |

Actualizado a los partidos jugados el 26 de abril de 2014.
 Fuente: Soccerway
Notas:
1. ↑  Glenavon Se clasifica a la Primera ronda de la Liga Europa 2014-15 tras ganar la Copa de Irlanda del Norte

### Resultados cruzados
| Local \ Visitante | CLI | CRU | GLA | GLT | LIN | POR |
| ----------------- | --- | --- | --- | --- | --- | --- |
| Cliftonville      | —   | —   | 5–0 | 2–0 | —   | —   |
| Crusaders         | 2–3 | —   | —   | —   | 2–3 | 3–1 |
| Glenavon          | —   | 1–3 | —   | —   | 2–5 | —   |
| Glentoran         | —   | 3–0 | 0–4 | —   | —   | —   |
| Linfield          | 1–3 | —   | —   | 0–2 | —   | 1–1 |
| Portadown         | 0–2 | —   | 3–0 | 1–2 | —   | —   |

## Grupo descenso

### Clasificación
| Pos. | Equipo                | Pts. | PJ | G  | E  | P  | GF | GC | Dif. | Clasificación 2014–15                    |
| ---- | --------------------- | ---- | -- | -- | -- | -- | -- | -- | ---- | ---------------------------------------- |
| 1    | Ballymena United      | 47   | 38 | 13 | 8  | 17 | 48 | 59 | −11  |                                          |
| 2    | Dungannon Swifts      | 44   | 38 | 12 | 8  | 18 | 49 | 66 | −17  |                                          |
| 3    | Coleraine             | 42   | 38 | 10 | 12 | 16 | 51 | 61 | −10  |                                          |
| 4    | Ballinamallard United | 39   | 38 | 10 | 9  | 19 | 35 | 70 | −35  |                                          |
| 5    | Warrenpoint Town      | 36   | 38 | 10 | 6  | 22 | 43 | 72 | −29  |                                          |
| 6    | Ards                  | 24   | 38 | 6  | 6  | 26 | 44 | 83 | −39  | Desciende a la NIFL Championship 2014-15 |

Actualizado a los partidos jugados el 26 de abril de 2014.
 Fuente: Soccerway

### Resultados cruzados
| Local \ Visitante     | ARD | BMD | BYM | COL | DUN | WPT |
| --------------------- | --- | --- | --- | --- | --- | --- |
| Ards                  | —   | 0–0 | —   | 0–1 | —   | 2–2 |
| Ballinamallard United | —   | —   | 0–0 | 2–1 | 2–2 | —   |
| Ballymena United      | 1–1 | —   | —   | —   | 1–2 | —   |
| Coleraine             | —   | —   | 1–1 | —   | 0–0 | —   |
| Dungannon Swifts      | 2–0 | —   | —   | —   | —   | 0–4 |
| Warrenpoint Town      | —   | 0–3 | 1–0 | 0–1 | —   | —   |

## Máximos goleadores
Fuente:
| Pos. | Jugador           | Club             | Goles |
| ---- | ----------------- | ---------------- | ----- |
| 1    | Joe Gormley       | Cliftonville     | 27    |
| 2    | Darren Murray     | Portadown        | 23    |
| 3    | Andrew Waterworth | Linfield         | 22    |
| 4    | Liam Boyce        | Cliftonville     | 21    |
| 5    | Gary Twigg        | Portadown        | 19    |
| 6    | Darren Boyce      | Ballymena United | 16    |
| 6    | Jordan Owens      | Crusaders        | 16    |
| 8    | Guy Bates         | Glenavon         | 14    |
| 8    | Paul Heatley      | Crusaders        | 14    |
| 10   | Daniel Hughes     | Warrepoint Town  | 12    |